# 혼인빙자간음죄
혼인빙자간음죄(婚姻憑藉姦淫罪)란 혼인을 빙자하거나 기타 위계로써 음행의 상습없는 부녀를 기망하여 간음하는 죄로 대한민국 형법 제304조에 규정되어 있었다.
대한민국 헌법재판소는 2009년 11월 26일 이 규정이 성적 자기결정권 및 사생활의 비밀과 자유를 침해하여 헌법에 위반된다고 위헌 결정하였고, 2012년 12월 18일 형법에서 삭제되었다.

## 같이 보기
- 혼인빙자간음죄 사건